# Emil Vodder
Emil Vodder (20. februar 1896 - 17. februar 1986) var en dansk læge, der sammen med sin hustru Dr. Estrid Vodder var pionerer inden for den del  af lægevidenskaben, der kaldes lymfologi. 
Mens han arbejdede på Rivieraen, hvor han behandlede patienter med kroniske forkølelser, bemærkede han at disse patienter havde hævede lymfeknuder.I 1930'erne var det tabu at pille ved lymfesystemet, som følge af en manglende forståelse af samme. Vodder og hans hustru begyndte et studie af lymfesystemet i 1932, og udviklede en en teknik, som blev offentliggjort i 1936 i Paris efter fire års forskning. De tilbragte resten af deres liv på at demonstrere og undervise i denne metode.
Deres metode bestod i forsigtigt at komprimere, strække og vride vævet for at flytte lymfen, og den bruges fortsat til manuel lymfedrænage.